# NGC 4065星系群
NGC 4065星系群是一个位于后发座的星系群，距离地球3.3亿光年，最亮的星系是NGC 4065，属于后髮座超星系團。星系群内椭圆星系居多，百分之15到31的星系是螺旋星系。

## 结构
NGC 4065星系群由UZC-CG 156和UZC-CG 157两个子群组成，它们的速度十分接近，无法区分。但是，怀特等人认为星系群由三个子群组成。星系群的中央是椭圆星系NGC 4061和NGC 4065。

## 附近星系群
NGC 4065星系群位于獅子座星系團附近，一部分位于獅子座星系團和后髮座星系團之间。